# Laitue des vignes
Lactuca viminea
Espèce
Classification phylogénétique
Statut de conservation UICN

 LC  : Préoccupation mineure
La Laitue des vignes, Laitue effilée ou Laitue osier (Lactuca viminea), est une espèce de plante à fleurs appartenant au genre Lactuca et à la famille des Astéracées (ancien nom Composées), surtout méditerranéenne.

## Description
plante bisannuelle ou vivace, le plus souvent de petite taille.
(sous-espèce ramosissima)
Plante à base généralement ligneuse, assez ramifiée. Tige glabre et gluante. Feuilles basales pennatilobées, feuilles caulinaires le plus souvent entières. Capitules jaune doré disposés en petites grappes le long des rameaux. Chaque capitule porte assez peu de fleurs, ou fleurons (5 le plus souvent, parfois 4). Les fleurons sont tous ligulés et à 5 dents. Les fruits sont des petits akènes aplatis et elliptiques.

## Caractéristiques
(sous-espèce ramosissima)
- Organes reproducteurs :
  - Type d'inflorescence : racème de capitules
  - Répartition des sexes :  hermaphrodite
  - Type de pollinisation :  entomogame
  - Période de floraison :  juillet à septembre
- Graine :
  - Type de fruit :  akène
  - Mode de dissémination :  anémochore
- Habitat et répartition :
  - Habitat type : friches vivaces xérophiles, méditerranéennes
  - Aire de répartition : méditerranéen

données d'après : Julve, Ph., 1998 ff. - Baseflor. Index botanique, écologique et chorologique de la flore de France. Version : 23 avril 2004. 

## Sous-espèces
- Lactuca viminea (L.) J.Presl & C.Presl subsp. chondrilliflora (Boreau) Bonnier
- Lactuca viminea (L.) J.Presl & C.Presl subsp. ramosissima (All.) Arcang.
- Lactuca viminea (L.) J.Presl & C.Presl subsp. viminea

## Statuts de protection, menaces
L'espèce n'est pas encore évaluée à l'échelle mondiale par l'UICN. En Europe et en France, elle est classée comme non préoccupante .

## Interactions écologiques

### Parasites
Lactuca viminea est une plante hôte pour des insectes Cynipidae comme Timaspis phœnixopodos qui provoquent des galles. Ces galles attirent des insectes parasitoïdes de la famille des Eupelmidae, des Eurytomidae, des Torymidae ou des Pteromalidae. Ces hyménoptères sont des parasitoïdes des mouches Tephritidae et sont susceptibles de s'attaquer à la Mouche de l'olive (Bactrocera olea).
D'autres insectes, des diptères de la famille des Tephritidae pondent dans les inflorescences ou capitules, plus spécialement dans les involucres des fleurons. Ce sont :
- Capitites ramulosa,
- Tephritis divisa,
- Hypenidium graecum,
- Ensina sonchi,
- Oxyaciura tibialis.

### Parasitoïdes
Tous ces parasites attirent d'autres insectes parasitoïdes comme :
- Eupelmidae :
  - Eupelmus confusus.
- Eurytomidae :
  - Eurytoma inulae.
- Torymidae :
  - Pseudotoymus sp..
- Pteromalidae :
  - Pteromalis albipennis.
- Eulophidae :
  - Aprostocetus sp.
- Braconidae :
  - Orthopelma mediator.

Ces divers insectes sont aussi des parasitoides de la mouche de l'olive. Il est recommandé, en oléiculture utilisant la lutte biologique, d'introduire la laitue des vignes à partir de plantules récoltées dans le sable des rivières ou de faire germer les graines (akènes) récoltés sur les inflorescences de l'année précédente.

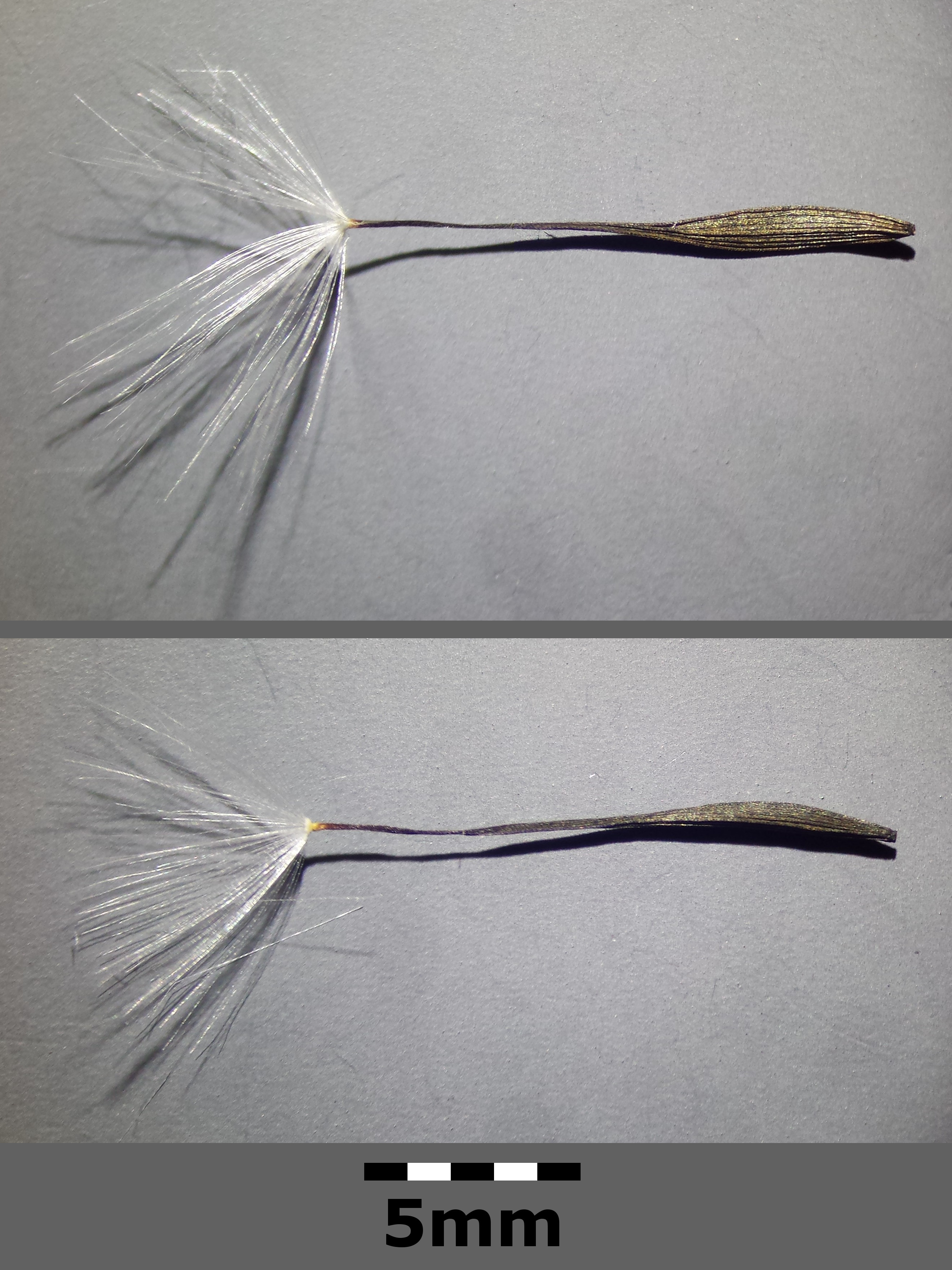
Akéne à aigrettes de Lactuca viminea.

### Autres plantes utiles en oléiculture
- Asphodèles :
  - Asphodelus ramosus,
  - Asphodelus fistulosus,
  - Asphodelus cerasiferus.
- Molènes :
  - Verbascum sinuatum.
- Inules :
  - Dittrichia viscosa.
- Fenouil :
  - Foeniculum vulgare.

## Sources
Pour un article plus général, voir Lactuca.